# Sacha Boey
Pour les articles homonymes, voir Boey.
Sacha Boey, né le 13 septembre 2000 à Montreuil en France, est un footballeur franco-belge qui joue au poste d'arrière droit au Bayern Munich.

## Biographie

### Stade rennais FC
Né à Montreuil en France et originaire du quartier des Ramenas, Sacha Boey est formé au FC de Romainville et au Red Star FC, avant de poursuivre sa formation au Stade rennais FC.
Boey intègre dans un premier temps l'équipe réserve du club breton qui évolue en National 2 lors de la saison 2017-2018. Il joue son premier match senior le 17 février 2018, âgé de dix-sept ans, en étant titularisé contre le Stade briochin. Arrivé en cours de saison, il totalise huit matchs à la fin de l'exercice. La saison suivante, Boey devient un régulier de la réserve, descendue en National 3, en même temps qu'il intègre peu à peu l'équipe première. Le défenseur clôture son deuxième exercice en ayant joué quatorze matchs, et marqué son premier but senior le 20 avril 2019 face au Stade pontivyen (1-1),. 
Boey fait sa première apparition en professionnel le 5 mai 2019, lors d'une rencontre de Ligue 1 face au Toulouse FC. Il entre en jeu à la place de Hamari Traoré lors de ce match qui se solde par un score nul de un partout. Le 1er juillet 2019, Sacha Boey signe son premier contrat professionnel en faveur de Rennes.
Avec Rennes, Boey découvre la Coupe d'Europe, jouant son premier match de Ligue Europa le 28 novembre 2019 contre le Celtic Glasgow. Il est titularisé lors de cette partie où les Rennais s'inclinent sur le score de trois buts à un. Il se fait remarquer dans cette compétition, le 12 décembre 2019, en donnant une passe décisive en remisant de la tête pour Joris Gnagnon, lors de la victoire des rouges et noirs face à la Lazio de Rome (2-0).

### Dijon FCO
Barré par Hamari Traoré en Bretagne, Sacha Boey est prêté le 5 octobre 2020, pour une saison, au Dijon FCO. Pour son premier match avec Dijon, il est titularisé le 24 octobre 2020 face au Paris Saint-Germain (8e journée, défaite 4-0). En Bourgogne, il doit faire face à la concurrence de Fouad Chafik. Il parvient à le reléguer sur le banc, apparaissant à 24 reprises en championnat, dont 21 titularisations. En fin de saison, le défenseur récupère néanmoins sa place, débutant les six dernières rencontres de Ligue 1. Au terme de la saison, le club est relégué en Ligue 2.

### Galatasaray SK
Alors qu'il est courtisé par le Celtic Glasgow, Sacha Boey refuse de rejoindre le club écossais. Le 26 juillet 2021, il signe pour quatre saisons au Galatasaray SK contre un million d'euros. Il marque le premier but de sa carrière professionnelle lors de son premier match sous ses nouvelles couleurs, à l'occasion de la rencontre aller du troisième tour de qualification de la Ligue Europa le 5 août 2021, en permettant à sa formation d'égaliser à un partout contre les Écossais du St Johnstone FC, ce qui sera le score final de la partie. Il vit une saison 2021-2022 compliquée avec son club à cause de blessures à répétition. Son club vit également une saison compliqué malgré un bon parcours en Europa League (éliminé face au FC Barcelone en huitième de finale) mais terminant 13e de Süperlig.
Lors de la saison 2022-2023, Sacha Boey se révèle en Turquie. Malgré la concurrence au sein du club, avec le transfert de Léo Dubois en provenance de Lyon à Galatasaray, il parvient à devenir un titulaire indiscutable au sein du club turc et devient même la révélation du championnat. Il sera un grand artisan au 23e sacre de Galatasaray notamment grâce à son but face au Fatih Karagümrük inscrit à l'occasion du match nul 3-3 entre les deux formations, le 23 avril 2023, ce qui constitue dans le même temps son premier but en championnat de Turquie et qui s'avèrera être très important dans la course au titre.
Il est sacré champion de Turquie lors de cette saison 2022-2023, le club s'assurant un nouveau titre de champion contre Ankaragücü lors de la 36e journée de championnat, le 23e titre de son histoire,.
Le 20 septembre 2023, il prend part au tout premier match de Ligue des champions de sa carrière, à l'occasion de la rencontre de phase de poule, face au FC Copenhague. Au cours de se même match Boey inscrit le premier but de sa carrière en Ligue des champions. Les deux équipes se quittent sur le score final de  2-2.

### Bayern Munich
En janvier 2024, Sacha Boey s'engage jusqu'en 2028 avec le Bayern Munich ; le transfert est estimé à 30 millions d'euros (bonus compris). C’est également le record de transfert que la Süper lig ait connueaprès Cenk Tosun qui avait été transféré à Everton FC dans la saison 17/18 pour la somme de 22.50 millions d’euros.

### En sélection
Avec l'équipe de France des moins de 17 ans, il se met en évidence en délivrant une passe décisive contre la Belgique, il aurait dû honorer sa première sélection avec le Cameroun mais à la suite d'une blessure il n'a pas pu 3 février 2017 (victoire 4-0).
Binational, il refuse à plusieurs reprises de jouer en sélection pour Les Lions indomptables déclarant : « Le Cameroun est également mon pays, mais je n'y suis jamais allé » et qu'il ne se sent « pas assez proche de lui pour le représenter »,.
Il est également suivi par Rudi Garcia, le sélectionneur de la Belgique. En effet, sa maman étant Belge, il est éligible pour représenter les Diables Rouges.

## Statistiques
| Saison                | Club                  | Championnat           | Championnat | Championnat | Championnat | Coupe nationale | Coupe nationale | Coupe nationale | Coupe de la Ligue | Coupe de la Ligue | Coupe de la Ligue | Supercoupe | Supercoupe | Supercoupe | Compétition(s) continentale(s) | Compétition(s) continentale(s) | Compétition(s) continentale(s) | Compétition(s) continentale(s) | Coupe du monde des clubs | Coupe du monde des clubs | Coupe du monde des clubs | Total | Total | Total |
| Saison                | Club                  | Division              | M.          | B.          | P.d.        | M.              | B.              | P.d.            | M.                | B.                | P.d.              | M.         | B.         | P.d.       | Comp.                          | M.                             | B.                             | P.d.                           | M.                       | B.                       | P.d.                     | M.    | B.    | P.d.  |
| 2018-2019             | Rennes                | Ligue 1               | 1           | 0           | 0           | -               | -               | -               | -                 | -                 | -                 | -          | -          | -          | -                              | -                              | -                              | -                              | -                        | -                        | -                        | 1     | 0     | 0     |
| 2019-2020             | Rennes                | Ligue 1               | 5           | 0           | 0           | -               | -               | -               | 1                 | 0                 | 0                 | 1          | 0          | 0          | C3                             | 2                              | 0                              | 0                              | -                        | -                        | -                        | 9     | 0     | 0     |
| 2020-2021             | Rennes                | Ligue 1               | 2           | 0           | 0           | -               | -               | -               | -                 | -                 | -                 | -          | -          | -          | C1                             | 0                              | 0                              | 0                              | -                        | -                        | -                        | 2     | 0     | 0     |
| Sous-total            | Sous-total            | Sous-total            | 8           | 0           | 0           | -               | -               | -               | 1                 | 0                 | 0                 | 1          | 0          | 0          | -                              | 2                              | 0                              | 0                              | -                        | -                        | -                        | 12    | 0     | 0     |
| 2020-2021             | Dijon FCO (prêt)      | Ligue 1               | 24          | 0           | 1           | -               | -               | -               | -                 | -                 | -                 | -          | -          | -          | -                              | -                              | -                              | -                              | -                        | -                        | -                        | 24    | 0     | 1     |
| 2021-2022             | Galatasaray SK        | Süper Lig             | 13          | 0           | 0           | -               | -               | -               | -                 | -                 | -                 | -          | -          | -          | C3                             | 6                              | 1                              | 0                              | -                        | -                        | -                        | 19    | 1     | 0     |
| 2022-2023             | Galatasaray SK        | Süper Lig             | 31          | 1           | 4           | 2               | 0               | 0               | -                 | -                 | -                 | -          | -          | -          | -                              | -                              | -                              | -                              | -                        | -                        | -                        | 33    | 1     | 4     |
| 2023-2024             | Galatasaray SK        | Süper Lig             | 19          | 1           | 0           | -               | -               | -               | -                 | -                 | -                 | -          | -          | -          | C1                             | 12                             | 1                              | 0                              | -                        | -                        | -                        | 31    | 2     | 0     |
| Sous-total            | Sous-total            | Sous-total            | 63          | 2           | 4           | 2               | 0               | 0               | -                 | -                 | -                 | -          | -          | -          | -                              | 18                             | 2                              | 0                              | -                        | -                        | -                        | 83    | 4     | 4     |
| 2023-2024             | Bayern Munich         | Bundesliga            | 2           | 0           | 0           | -               | -               | -               | -                 | -                 | -                 | -          | -          | -          | C1                             | 0                              | 0                              | 0                              | -                        | -                        | -                        | 2     | 0     | 0     |
| 2024-2025             | Bayern Munich         | Bundesliga            | 13          | 0           | 2           | 1               | 0               | 0               | -                 | -                 | -                 | -          | -          | -          | C1                             | 3                              | 0                              | 0                              | 4                        | 1                        | 1                        | 21    | 1     | 3     |
| 2025-2026             | Bayern Munich         | Bundesliga            | 0           | 0           | 0           | 0               | 0               | 0               | -                 | -                 | -                 | 1          | 0          | 0          | C1                             | 0                              | 0                              | 0                              | -                        | -                        | -                        | 1     | 0     | 0     |
| Sous-total            | Sous-total            | Sous-total            | 15          | 0           | 2           | 1               | 0               | 0               | -                 | -                 | -                 | 1          | 0          | 0          | -                              | 3                              | 0                              | 0                              | 4                        | 1                        | 1                        | 24    | 1     | 3     |
| Total sur la carrière | Total sur la carrière | Total sur la carrière | 110         | 2           | 7           | 3               | 0               | 0               | 1                 | 0                 | 0                 | 2          | 0          | 0          | -                              | 23                             | 2                              | 0                              | 4                        | 1                        | 1                        | 143   | 5     | 8     |

## Palmarès
Stade rennais FC
- Finaliste du Trophée des Champions 2019

 Galatasaray SK
- Champion de Turquie en 2023 et 2024

 Bayern Munich
- Champion d'Allemagne en 2025
- Vainqueur de la Supercoupe d'Allemagne de football en 2025